# بنجامين جيرو
بنجامين جيرو (بالفرنسية: Benjamin Giraud) هو دراج فرنسي، ولد في 23 يناير 1986 في مارسيليا في فرنسا.

## وصلات خارجية
- بنجامين جيرو على موقع الاتحاد الدولي للدراجات (الإنجليزية)
- بنجامين جيرو على موقع أرشيف الدراجات (الإنجليزية)
- بنجامين جيرو على موقع إحصائيات الدراجات الإحترافية (الإنجليزية)
- بنجامين جيرو على موقع نسبة الدراجات (الإنجليزية)